# Lesignano de' Bagni
Lesignano de' Bagni est une commune italienne de la province de Parme dans la région Émilie-Romagne en Italie.

## Administration
| Période                                  | Période | Identité        | Étiquette | Qualité |
| ---------------------------------------- | ------- | --------------- | --------- | ------- |
|                                          |         | Michele Perlini |           | maire   |
| Les données manquantes sont à compléter. |         |                 |           |         |

### Hameaux
Bassa, Caseificio, Cavirano, Costa, Faviano di Sopra, Faviano di Sotto, Fienile, Fossola, La Porta, Masdone, Monti Vitali, Mulazzano Monte, Mulazzano Ponte, Rivalta, Saliceto, San Michele Cavana, Santa Maria del Piano, Stadirano, Tassara

### Communes limitrophes
Langhirano, Neviano degli Arduini, Parme, Traversetolo

## Jumelages
Chaponost (France) depuis 2008